# Sprawa się rypła
Sprawa się rypła – polska czarna komedia obyczajowa w reżyserii Janusza Kidawy z 1984 r., zrealizowana na podstawie sztuki Ryszarda Latki „Tato, tato, sprawa się rypła”. 
Większość zdjęć do filmu powstała w beskidzkich wsiach: Sopotnia Mała, Ujsoły, Rycerka Dolna i Rajcza.

## Treść
W Pokucie Górnej na kilka dni przed swoimi setnymi urodzinami umiera babcia Kornelia Placek. Rodzina urządza jej skromny pogrzeb, na którym obecny jest tylko jej syn Ludwik z żoną oraz ich dzieci – Józek i Helka.
Jednakże w dniu setnych urodzin babci do gospodarstwa Placków przybywa urzędniczka z gminy z laurką i uznaniowymi nagrodami w postaci radzieckiego zegarka oraz dwóch tysięcy złotych. Pazerny gospodarz, choć początkowo nie krył, że babka umarła, po chwilowym namyśle stwierdza, że Kornelia jedynie wybrała się pieszo na odpust w Kalwarii. Wnet po wizycie urzędniczki do domu przybiega syn Józek z okrzykiem „Tato, tato, sprawa się rypła!”. Dostał bowiem od naczelnika gminy list z treścią wywiadu, którego babcia Plackowa ma udzielić przybyłym do niej dziennikarzom. Postawiona w przymusowej sytuacji rodzina postanawia więc przebrać starego stryja Jontka za zmarłą babcię.

## Obsada aktorska
- Franciszek Pieczka – Ludwik Placek
- Anna Miesiączek – Plackowa
- Roch Sygitowicz – Józek, syn Placka
- Wawrzyn Pytlarz – Jontek, brat Placka
- Justyna Pilarz – Helka, córka Placka
- Jerzy Korcz – Kadela, sąsiad Placków
- Liliana Czarska – Kadelowa
- Janusz Paździorko – syn Kadeli
- Maria Radochońska – córka Kadeli
- Marian Dziędziel – Ignac, chłopak Helenki
- Emir Buczacki – dygnitarz z województwa
- Jan Klemens – wojewoda
- Stanisław Sadłek – naczelnik gminy
- Aleksandra Dendor – redaktorka
- Edward Kozak – reporter
- Jerzy Świętochowski – milicjant
- Paweł Unrug – lekarz pogotowia

Źródło